# Rhypopteryx rhodalipha
Rhypopteryx rhodalipha är en fjärilsart som beskrevs av Felder 1874. Rhypopteryx rhodalipha ingår i släktet Rhypopteryx och familjen tofsspinnare. Inga underarter finns listade.